# جورج س. ويبل
جورج س. ويبل (بالإنجليزية: George C. Whipple) هو عالم نبات ومهندس ومهندس مدني أمريكي، ولد في 2 مارس 1866 في نيو بوسطن في الولايات المتحدة، وتوفي في 27 نوفمبر 1924.